# Oskar Cedermalm
Oskar Cedermalm, även känd under sina artistnamn Ozo eller Mr Ozo, är en svensk musiker och producent född 1976. Han är mest känd som sångare och basist i det svenska stonerrockbandet Truckfighters med vilka han varit aktiv sedan starten 2001. Mellan 2007 och 2012 var han även sångare i bandet Greenleaf.
Han driver också skivbolaget Fuzzorama Records där han producerar och ger ut musik åt flera svenska band i samma genre. Han har bland annat arbetat med Skraeckoedlan och Witchcraft.

### Fotnoter
1. ↑  Frida Calderon (2 december 2013). ”Truckfighters fuzzfrälste Gävle”. Arbetarbladet. Arkiverad från originalet den 27 november 2016. https://web.archive.org/web/20161127021556/http://www.arbetarbladet.se/noje/musik/truckfighters-fuzzfralste-gavle. Läst 26 november 2016.